# Sataspes cerberus
Sataspes cerberus là một loài bướm đêm thuộc họ Sphingidae. Nó được tìm thấy ở Philippines.